# Тугельбаев, Сагат Кашкенович
Сагат Кашкенович Тугельбаев (род. 25 февраля 1948, Гурьев) — казахстанский политик, государственный деятель.

## Биография
- Окончил Гурьевский политехнический техникум (1967); по специальности  инженер-механик Казахский национальный технический университет имени К. И. Сатпаева (1974).
- С 1963 года — помощник бурильщика, слесарь, в комитете по строительству города Гурьев,
- с 1967 года — механик.
- С 1968 года — техник объединении «Эмбанефть».
- С 1974 года — преподаватель Гурьевского политехнического техникума, инструктор, помощник первого секретаря областного комитета партии.
- С 1982 года — директор машиностроительного завода имени Петровского.
- С 1984 года — заведующий отделом обкома партии, первый секретарь Эмбинского районного комитета партии.
- 1986—1990 гг. — заместитель директора тенгизского газоперерабатывающего завода, заместитель начальника правления объединения «Тенгизмунайгаз» .
- С 1992 года - глава Атырауской областной администрации.
- С 1994 года — управляющий компании ANACO, ТОО «Т&Т», акционер, учредитель и президент нефтяной компании буровой компании ТОО сервис, машиностроительного завода ТОО «ЗаманЭнерго»  ТОО «Атыраунефтемаш».
- Депутат Верховного Совета РК 12-го созыва, заместитель председателя по Экономической реформе, финансам и бюджету (1990—1992)

## Семья
- Женат. 2 сына и дочь.[1]